# Vîrî, Bilopillea
Vîrî (în ucraineană Вири) este localitatea de reședință a comunei Vîrî din raionul Bilopillea, regiunea Sumî, Ucraina.

## Demografie
Componența lingvistică a localității Vîrî
     Ucraineană (96,69%)
     Rusă (2,83%)
     Alte limbi (0,48%)
Conform recensământului din 2001, majoritatea populației localității Vîrî era vorbitoare de ucraineană (96,69%), existând în minoritate și vorbitori de rusă (2,83%).